# Aleksandria (Żyrardów)
Pour les articles homonymes, voir Aleksandria.
Aleksandria (prononciation : [alɛkˈsandrja]) est un village polonais de la gmina de Puszcza Mariańska dans le powiat de Żyrardów de la voïvodie de Mazovie dans le centre-est de la Pologne.
Il se situe à environ 4 kilomètres au nord-est de Puszcza Mariańska (siège de la gmina), 6 kilomètres au sud de Żyrardów (siège du powiat) et à 47 km au sud-ouest de Varsovie (capitale de la Pologne).
Le village possède approximativement une population de 190 habitants.

## Histoire
De 1975 à 1998, le village appartenait administrativement à la voïvodie de Skierniewice.